# استیو مک‌نالتی
استیو مک‌نالتی (انگلیسی: Steve McNulty؛ زادهٔ ۲۶ سپتامبر ۱۹۸۳) بازیکن فوتبال اهل بریتانیا است.
از باشگاه‌هایی که در آن بازی کرده‌است می‌توان به باشگاه فوتبال بارو، باشگاه فوتبال بارسکو، باشگاه فوتبال واکسول موتورز، باشگاه فوتبال فلیتوود، باشگاه فوتبال لوتون تاون، باشگاه فوتبال ترانمره راورز، باشگاه فوتبال لیورپول، و باشگاه فوتبال ترانمره راورز اشاره کرد.